# Ustawa o rehabilitacji zawodowej i społecznej oraz zatrudnianiu osób niepełnosprawnych
Ustawa z dnia 27 sierpnia 1997 r. o rehabilitacji zawodowej i społecznej oraz zatrudnianiu osób niepełnosprawnych – polska ustawa, uchwalona przez Sejm, regulująca kwestie prawne związane z systemem pomocy społecznej dla osób z niepełnosprawnościami, szczególnymi warunkami zatrudniania takich osób, a także regulującą postępowanie administracyjne w sprawach orzekania o niepełnosprawności.

## Zakres regulacji

### Obecny zakres regulacji
Ustawa ta reguluje:
- system instytucji świadczących pomoc społeczną dla osób z niepełnosprawnościami
- szczególną procedurę administracyjną dotyczącą orzekania o niepełnosprawności lub stopniu niepełnosprawności[1]
- szczególne warunki zatrudniania osób z niepełnosprawnościami.

Ponadto, niniejsza ustawa jest podstawą prawną działania Państwowego Funduszu Rehabilitacji Osób Niepełnosprawnych.
Ustawa jest jedną z podstaw prawnych istnienia Warsztatów terapii zajęciowej.